# Condylotes zachvatkini
Condylotes zachvatkini är en insektsart som beskrevs av Alexander Fyodorovich Emeljanov 1959. Condylotes zachvatkini ingår i släktet Condylotes och familjen dvärgstritar. Inga underarter finns listade i Catalogue of Life.